# Nieśmiertelnik Wehrmachtu

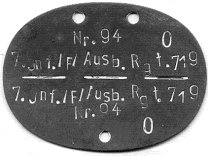
Nieśmiertelnik Wehrmachtu

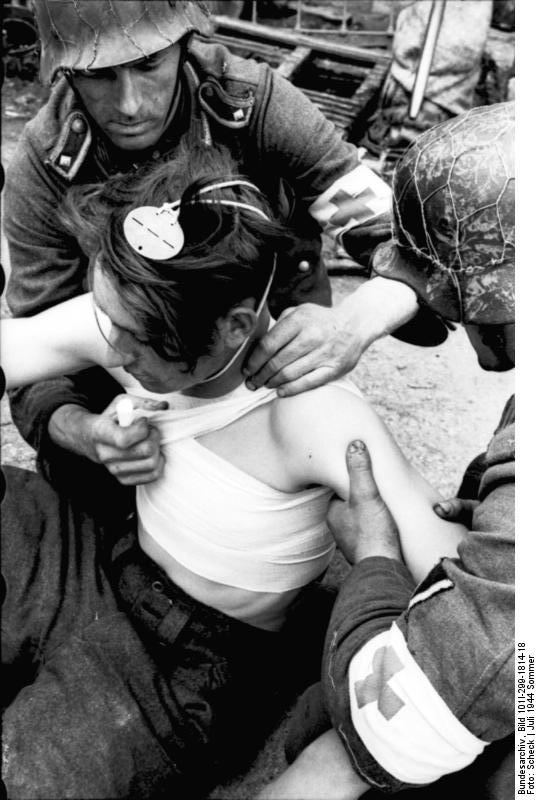
Nieśmiertelnik na głowie opatrywanego żołnierza Wehrmachtu

Nieśmiertelnik Wehrmachtu (niem. Erkennungsmarke der Wehrmacht) – nieśmiertelnik wprowadzony do oporządzenia żołnierzy Wehrmachtu w sierpniu 1939 roku, który wzorowany był na znaku tożsamości używanym w Reichswehrze i Armii Cesarstwa Niemieckiego.

## Opis
Nieśmiertelnik Wehrmachtu wykonywany z aluminium, cynku, stali lub cyny, miał kształt spłaszczonej elipsy o wysokości 50 i szerokości 70 milimetrów. Dzieliły go na dwie połowy trzy podłużne otwory, co ułatwiało przełamanie znaku. Na górnej połowie było oznakowanie szeregiem liter i cyfr oraz dwa otwory do sznura o długości 80 centymetrów, na którym noszono nieśmiertelnik. Na dolnej było identyczne oznakowanie szeregiem liter i cyfr oraz jeden otwór; przełamana górna połowa znaku poległego żołnierza zostawała przy zwłokach a dolną wiązano w pęki drutem i przekazywano do dowództwa jednostki. Nieśmiertelnik wydawano razem z książeczką żołdu.

## Przykładowe oznakowania
- 2/Geb. FeldErs.Btl.54 936 0 – 2 kompania 54 zapasowego batalionu strzelców górskich. 936 to numer żołnierza w wykazie ewidencyjnym, 0 to grupa krwi.
- 6 kp.III/Geb. Jäg. Regt. 98 – 6 kompania 3 batalionu strzelców górskich 98 pułku strzelców górskich.